# Деполяризація
У біології деполяриза́ція (англ. Depolarisation) — це зміна всередині клітини, під час якої відбувається зміна розподілу електричного заряду, що призводить до меншого негативного заряду всередині клітини порівняно з зовнішнім. Деполяризація необхідна для функціонування багатьох клітин, зв'язку між клітинами та загальної фізіології організму.
Потенціал дії в нейроні, що демонструє деполяризацію, при якій внутрішній заряд клітини стає менш негативним (позитивнішим), і реполяризацію, коли внутрішній заряд повертається до більш негативного значення.
Більшість клітин вищих організмів підтримують внутрішнє середовище, яке негативно заряджене відносно зовнішньої клітини. Ця різниця в заряді називається мембранним потенціалом клітини. У процесі деполяризації негативний внутрішній заряд клітини тимчасово стає більш позитивним (менш негативним). Цей зсув від негативного до більш позитивного мембранного потенціалу відбувається під час кількох процесів, включаючи потенціал дії. Під час потенціалу дії деполяризація настільки велика, що різниця потенціалів на клітинній мембрані на короткий час змінює полярність, при цьому внутрішня частина клітини стає позитивно зарядженою.
Зміна заряду зазвичай відбувається через приплив іонів натрію в клітину, хоча це може бути опосередковано припливом будь-якого виду катіонів або витоком будь-якого типу аніонів. Протилежність деполяризації називається гіперполяризацією.
Використання терміна «деполяризація» в біології відрізняється від його використання у фізиці, де він відноситься до ситуацій, у яких будь-яка форма полярності ( тобто наявність будь-якого електричного заряду, позитивного чи негативного) змінюється на нульове значення.
Деполяризацію іноді називають «гіпополяризацією» (на відміну від гіперполяризації).